# America's Got Talent
America's Got Talent (tiếng Việt: Tìm kiếm tài năng Mỹ, thường được viết tắt là AGT) là một chuơng trình truyền hình thực tế về tìm kiếm tài năng của Mỹ, một phần của thương hiệu Got Talent trên thế giới do Simon Cowell sáng lập. Chương trình được sản xuất bởi công ty Fremantle và Syco Entertainment, lần đầu phát sóng vào ngày 21 tháng 6 năm 2006 trên kênh NBC. Mỗi mùa chủ yếu được phát sóng vào mùa hè và chương trình đã có nhiều người dẫn chương trình khác nhau; người dẫn chương trình hiện tại là Terry Crews.
Kể từ khi ra mắt, cuộc thi nhận được nhiều quan tâm của các thí sinh trong và ngoài nước Mỹ, với các phần trình diễn đa dạng từ hát, vũ đạo, diễn xuất tới ảo thuật, xiếc và các màn biểu diễn khác. Thí sinh dự thi không giới hạn về độ tuổi, có thể là một cá nhân hoặc tập thể. Ban giám khảo hiện tại của cuộc thi là Cowell, Howie Mandel, Heidi Klum và Sofía Vergara. Người chiến thắng cuộc thi sẽ nhận được giải thưởng tiền mặt, từ mùa thứ ba, họ cũng sẽ có một chuyến biểu diễn tại thành phố Las Vegas.
AGT hiện là chuơng trình thu hút nhiều khán giả trên kênh NBC với trung bình 10 triệu lượt xem mỗi mùa. Năm 2013, hãng ra mắt cuốn sách Inside AGT: The Untold Stories of America's Got Talent (AGT: Truyện hậu trường chưa kể), trong đó chia sẻ chi tiết hơn về các mùa thi, giám khảo, thí sinh và quá trình sản xuất chuơng trình.
Tính tới tháng 7/2021, cuộc thi đã trải qua 16 mùa, sản xuất thêm 2 spin-off (chuơng trình liên quan) là America's Got Talent: The Champions, ra mắt tháng 1/2019, và AGT: Extreme, tháng 
2/2022. Mùa thứ 17 của chuơng trình lên sóng vào tháng 5/2022.